# Direct Numerical Control
A DNC (Direct Numerical Control) olyan irányítási struktúra, amelyben több CNC-szerszámgépet együttesen egy forgalomirányító számítógép lát el alkatrészprogramokkal.
A kapcsolattartást helyi hálózaton keresztül biztosítják. A DNC lehetővé teszi többgépes vezérlést, az elektromechanikus információbevitel (lyukkártya, floppy lemez) elmarad, ezáltal a megbízhatóság nő. Az alkatrészprogramokat a folyamatirányító számítógép külső memóriájában tárolják, amelyeket szükség esetén a számítógépek hívnak le. A számítógép így átveszi az elosztóállomás és a puffertároló feladatát. A számítógépet folyamatirányítási célokra is használhatják, és a munkadarab megmunkálásán kívül az anyagmozgatást is irányítja. A központosított programellátás egyéb egyéb előnyei mellett azt is lehetővé teszi, hogy a kiválasztott szerszámgépről annak meghibásodása vagy túlterhelése esetén gyorsan át lehet vinni az alkatrész megmunkálását egy másik alkalmas számítógépre.